# Coliseo de los Caños del Peral
Il Coliseo de los Caños del Peral fu un teatro costruito nel XVIII secolo a Madrid, che si trovava nell'attuale Piazza Isabella II.
Fu costruito su un'antica fontana, conosciuta come "fonte del pero" ed utilizzata come luogo per lavare i panni. La prima edificazione del teatro risale al 1708, quando fu costruita su richiesta dell'attore italiano Francesco Bartoli.
Nel 1737, Filippo V ne decise la demolizione, per far spazio ad un nuovo teatro più grande, finanziato da Francisco Palomares e progettato dagli architetti Virgilio Rabaglio e Santiago Bonavia. La nuova versione fu inaugurata nel 1738, con il Demetrio di Pietro Metastasio.
Danneggiato durante l'occupazione francese, fu chiuso nel 1810 per seri rischi di crollo, anche se fu brevemente riaperto per la celebrazione di balli in maschera.
Fu definitivamente abbattuto il 30 settembre 1817.